# Manastir Ostrog
Manastir Ostrog je manastir izgrađen u vijencu planine Ostrog u Crnoj Gori, a izgradio ga je Sveti Vasilije Ostroški (hrv. Bazilije) čije se mošti (relikvije) do danas nalaze u manastiru. Smješten u stijeni na 900 metara nadmorske visine između Nikšića i Podgorice. Pripada Crnogorsko-primorskoj mitropoliji Srpske pravoslavne crkve.
Manastir Ostrog veliko je pravoslavno iscjeljiteljsko svetište, a postoje zabilješke o tisućama čudotvornih ozdravljenja za koja se vjeruje da su postignuta zahvaljujući moćima Svetoga Vasilija Ostroškoga. Ujedno je i najposjećenije svetište Srpske pravoslavne crkve ali i pravoslavnih uopće na ovim prostorima. Koliko se radi o važnom svetištu unutar Srpske pravoslavne crkve najbolje svjedoči podatak da je njegov iguman - starješina sam mitropolit Crnogorsko-primorski Amfilohije, drugi čovjek u SPC poslije patrijarha.

## Vanjske poveznice
- Službena stranica Manastira Ostrog